# Stadion Al-Szaab
Stadion Al-Szaab (arab. ملعب الشعب) znany również jako Stadion Ludowy to wielofunkcyjny stadion w Bagdadzie w Iraku. Używany jest głównie do meczów piłki nożnej i jest domem reprezentacji Iraku w piłce nożnej. Stadion może pomieścić 40.000 fanów. Został wybudowany w 1966 roku. Meczem otwarcia był mecz między Irakiem a Benficą Lizbona, dla której grał Eusébio.